# 雪林钝头蛇
雪林钝头蛇（学名：Pareas xuelinensis），一种于中国云南省普洱市澜沧拉祜族自治县雪林佤族乡发现的爬行动物，隶属于钝头蛇科钝头蛇属。其种加词“xuelinensis”意为“雪林佤族乡的”。

## 形态特征
雪林钝头蛇眶前鳞1枚；眶后鳞与眶下鳞愈合；颊鳞不入眶；前额鳞入眶；第4或第5枚下唇鳞与第二枚颔片愈合；颔片3对；背鳞通体15行；脊鳞片不扩大；身体前部鳞片不起棱，中段背鳞中部3行起棱，后段背鳞中部5行起棱；上唇鳞7枚；下唇鳞7-8枚；腹鳞182-188枚；尾下鳞87-93枚，成对。

## 保护
本种于2023年被收录入《有重要生态、科学、社会价值的陆生野生动物名录》。